# الدوري التشيكوسلوفاكي 1929–30
الدوري التشيكوسلوفاكي 1929–30 هو الموسم 25 من الدوري التشيكوسلوفاكي ‏. أشرف على تنظيمه اتحاد جمهورية التشيك لكرة القدم، وكان عدد الأندية المشاركة فيه 8، وفاز فيه سلافيا براغ.